# 西都市立茶臼原小学校
西都市立茶臼原小学校（さいとしりつ ちゃうすばるしょうがっこう）は、宮崎県西都市穂北にある公立の小学校。

## 概要
歴史
戦後間もない、1946年（昭和21年）に「上穂北村茶臼原国民学校」として創立。茶臼原開拓事業に伴う開拓者の子弟教育、開拓地に接する既存地区の子弟教育を目的として創立された。現校名となったのは1958年（昭和33年）。2026年（令和8年）には創立80周年を迎える。
校章
五芒星と三種の神器の中の鏡と勾玉を組み合わせたものを背景にして、中央に校名の略称である「茶小」の文字（縦書き）を配している。
校歌
1966年度（昭和41年度）制定。
通学区域
西都市のうち、「原無田、一の谷、緑ケ丘、前原、宮の前、二本松、上原、城ケ原、光、轟、春日、児屋根、新開、柳迫、穂浪、上野」地区。
中学校区は以下の通り
- 西都市立穂北中学校（原無田、一の谷、緑ケ丘、前原、宮の前、二本松、上原、城ケ原、轟、児屋根、穂浪、上野）
- 西都市立妻中学校（光、春日、新開、柳迫）

## 沿革
前史
- 1913年（大正2年）- 石井十次により、「私立茶臼原尋常小学校」として設置が認可される。

正史
- 1946年（昭和21年）5月9日 - 「上穂北村茶臼原国民学校」（初等科6年・高等科2年）として設立。
- 1947年（昭和22年）
  - 1月25日 - 開校式を挙行。職員は8名、児童数は189名（高等科児童を含む）。
  - 5月1日 - 学制改革（六・三制の実施）により、新制小学校「上穂北村立茶臼原小学校」となる。
  - この年度 - 教室および講堂の復旧工事が完了。
- 1949年（昭和24年）度 - 石井（私立茶臼原尋常小学校の創立者）記念碑を建立。校門が完成。
- 1953年（昭和28年）度 - 新校舎（9教室等）が完成。
- 1955年（昭和30年）4月1日 - 西都町の発足（上穂北村と妻町の合併）により、「西都町立茶臼原小学校」に改称。
- 1958年（昭和33年）11月1日 - 市制施行により、「西都市立茶臼原小学校」（現校名）に改称。
- 1963年（昭和38年）度 - プールが完成。
- 1966年（昭和41年）度 - 創立20周年記念として、校歌を制定。
- 1974年（昭和49年）度 - 防音校舎が完成し、新校舎に移転を完了。運動場を造成。
- 1977年（昭和52年）度 - 体育館が完成。
- 1979年（昭和54年）度 - 新校門が完成。
- 1980年（昭和55年）度 - 新プールが完成。
- 1993年（平成5年）度 - ベトナム児童指導のために、日本語ルームを開設。
- 1994年（平成6年）度 - 日本語ルームを閉鎖（ベトナム児童3名が東京救済センターへ転出したため）。
- 1995年（平成7年）度 - 創立50周年記念式典を挙行。
- 2007年（平成19年）度 - 学校田「げんき田」とお茶恵池（ビオトープ）を設置。
- 2014年（平成26年）度 - 校舎耐震工事が完了。

## 交通
最寄りの鉄道駅
- JR九州 日豊本線 「高鍋駅」より10.3km（車17分）

最寄りのバス停
- 宮崎交通バス 高鍋線（茶臼原経由） 「茶臼原」バス停より10m

最寄りの道路
- 宮崎県道313号杉安高鍋線 「茶臼原」交差点
- 宮崎県道312号木城西都線 西都市穂北（光地区）

## 周辺
- 茶臼原古墳群
- 児屋根塚古墳
- 尾鈴サンロード

## 参考資料
- 「西都市史. 通史編 下巻」（2016年（平成28年）3月, 西都市）